# Henning Bistrup

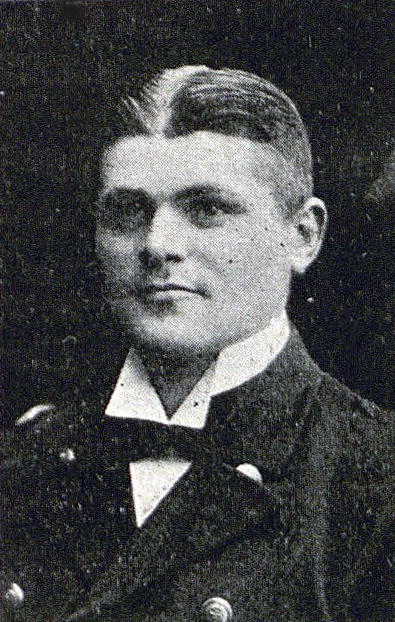
Henning Bistrup 1906

Henning August Østerberg Bistrup (* 15. Mai 1879 in Godthaab, Grönland; † 24. November 1948 in Kopenhagen) war ein dänischer Marineoffizier, Kartograf und Polarforscher.

## Leben

### Frühe Jahre
Henning Bistrup wurde 1879 im grönländischen Godthaab, heute Nuuk, als Sohn des Kolonialverwalters Laurits Hans Christian Bistrup (1850–1914) und dessen Frau Anna Vilhelmine Augusta Østerberg (1848–1934) geboren. Bis zum Alter von neun Jahren wuchs er in Grönland auf. Nach dem Besuch der Sorø Akademi, einer der ältesten Schulen Dänemarks, begann er seine militärische Laufbahn bereits 1893 auf dem Kreuzer Valkyrien. Er wurde 1896 Kadett und 1901 Sekondeleutnant. Auf der Valkyrien fuhr er 1901 nach Dänisch-Westindien, wo das Schiff bis 1902 stationiert war. Es war an den Rettungsarbeiten beteiligt, nachdem am 8. Mai 1902 der Vulkan Montagne Pelée auf Martinique ausgebrochen war. 1904 wurde Bistrup zum Premierleutnant befördert.

### Danmark-Expedition 1906–1908

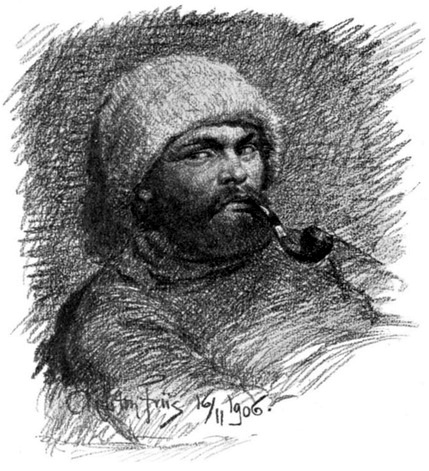
Henning Bistrup während der Danmark-Expedition. Zeichnung von Achton Friis.

Im Juni 1906 brach eine dänische Expedition unter Leitung Ludvig Mylius-Erichsens nach Grönland auf. Ihre Hauptaufgabe bestand darin, die letzte unbekannte Küste im Nordosten der Insel zu kartieren. Henning Bistrup, Kartograf und Erster Offizier des Expeditionsschiffs Danmark, reiste bereits im Frühjahr 1906 an Bord der Hans Egede nach Westgrönland, um sich auf seine Aufgabe vorzubereiten.
Das Basislager der Danmark-Expedition lag an der Bucht Danmarkshavn an der Südküste von Germanialand. Noch im Herbst 1906 begannen die Männer, mit Hundeschlitten an der Küste entlang nach Norden zu fahren, um Depots für die Hauptexkursion anzulegen, die für das Frühjahr 1907 geplant war. Bistrup leitete einige dieser Fahrten. Daneben unternahm er Exkursionen, um ausgewählte Regionen zu kartieren. Andere Ausflüge dienten der Jagd oder dem Sammeln von Vogeleiern. An der Hauptexkursion nach Norden, bei der Mylius-Erichsen mit zwei Begleitern ums Leben kam, war Bistrup unterstützend beteiligt. Er begleitete den Zug bis zum Mallemukfjeld am 80. Breitengrad und kehrte dann planmäßig um. Auf dem Rückweg kartierte er die grönländische Küste vom Nioghalvfjerdsfjorden bis zur Insel Île de France (heute Qeqertaq Prins Henrik). Auf seiner mit 50 Tagen längsten Exkursion kartierte er die Dove Bugt und den Bessel Fjord.
Darüber hinaus war Bistrup für die Beobachtung der Gezeiten verantwortlich. Die Ergebnisse veröffentlichte er im offiziellen wissenschaftlichen Expeditionsbericht. Daneben unterstützte er Alfred Wegener bei dessen erdmagnetischen Messungen.

### 1909 bis 1922
1913 kartierte Bistrup die Gewässer zwischen Stykkishólmur und dem Gilsfjörður an der Westküste Islands. Als der Erste Weltkrieg 1914 begann, war er stellvertretender Kommandant auf der Islands Falk, dem Schiff der Fischereiinspektion. Ab 1915 befehligte er verschiedene Torpedoboote und wurde zum Kaptajn (entspricht dem Kapitänleutnant) befördert. Von 1918 bis 1919 war er Leiter der Fischereiinspektion in den dänischen Gewässern und stellvertretender Kommandeur des Schulschiffs Ingolf. 1922 war er stellvertretender Kommandeur des Küstenpanzerschiffs Peder Skram. Im Jahr darauf wurde er zum Orlogskapitajn (Korvettenkapitän) befördert.

### Schiffbruch mit derTeddy1923
1919 gründete Bistrup gemeinsam mit anderen Teilnehmern der Danmark-Expedition die Handelskompanie Østgrønlandsk Kompagni, in deren Vorstand er bis zu ihrer Auflösung blieb. Die Kompanie hatte das Ziel, mit der wirtschaftlichen Nutzung Ostgrönlands durch dänische Trapper den Anspruch Dänemarks auf die Souveränität über ganz Grönland zu begründen und norwegischen Besitzansprüchen an der Ostküste entgegenzutreten. Die Stationen der Pelztierjäger mussten regelmäßig mit Schiffen angefahren werden, um die erbeuteten Pelze abzuholen und um die Mannschaft vor Ort mit Proviant zu versorgen oder sie abzulösen. 1923 schickte die Østgrønlandsk Kompagni Henning Bistrup, der dafür von der Marine beurlaubt worden war, als Kapitän des Motorschiffs Teddy nach Ostgrönland. Im Juli wurde die Station Sandodden an der Südwestküste von Wollaston Forland errichtet. Auf der Heimreise wurde das Schiff am 21. August bei 74° Nord und 16° 40′ West vom Eis eingeschlossen. Nach einer Drift von fast 500 km in südlicher Richtung war es so schwer beschädigt, dass es von der Besatzung verlassen werden musste. Bistrup war der Situation nicht gewachsen und gab das Kommando an seinen Steuermann Louis Rostock-Jensen (1899–1966) ab. Vom 8. Oktober bis zum 2. November legte die Eisscholle mit den 21 Männern weitere 650 km zurück, bis sie an der Mündung des Sermiligaaq Fjords zur Ruhe kam. Die Schiffbrüchigen schafften es an Land und kamen mit Hilfe der angetroffenen Inuit nach Kulusuk und schließlich nach Ammassalik. Nach der Überwinterung konnten die Männer im Sommer 1924 nach Dänemark zurückkehren.

### Späte Jahre
Bistrup war von 1926 bis 1927 Leiter der Fischereiinspektion für Island und die Färöer. Er war von 1928 bis 1932 Stellvertretender Leiter und danach bis 1939 Leiter des Seetransportwesens. 1929 wurde Bistrup außerdem Inspektor in der Marinebibliothek, die er besonders im Hinblick auf die Literatur über die Entdeckung der Polarregionen und der Weltmeere sowie den Walfang katalogisierte. Im Auftrag der Grønlands Styrelse fuhr er 1930 auf der Gertrud Rask ein letztes Mal nach Grönland, um die Einfahrt in das Fjordsystem des Scoresbysunds zu kartieren. Ab 1931 war er Sekretär in der Redaktion der Meddelelser om Grønland. Aus dem aktiven Dienst in der Marine schied er 1932 aus. Im selben Jahr wurde er zum Kommandørkaptajn (Fregattenkapitän) der Marinereserve ernannt.
Bistrup starb nach längerer Krankheit am 24. November 1948 und wurde auf dem Kirchhof der St. Ansgar-Kirche in Kopenhagen beerdigt.

## Familie
Henning Bistrup heiratete am 16. Februar 1909 Ellen Marie Birgitte Eigtved (1882–1959), die Tochter des Kaufmanns Carl Anton Eigtved. Er war der Schwager Christian Simonys, der mit Bistrups Schwester Carla (1883–1979) verheiratet und 1924 kommissarisch Inspektor von Südgrönland war.

## Ehrungen
Henning Bistrup wurde nach der Danmark-Expedition 1908 mit der dänischen Verdienstmedaille (fortjenstmedaljen) in Silber ausgezeichnet. 1920 wurde er Ritter des Dannebrogordens, und 1930 erhielt er das Ehrenzeichen der Dannebrogsmänner (Dannebrogsmændenes hæderstegn).
Johan Peter Koch benannte 1913 das Henning Dal im grönländischen Daniel Bruun Land nach Bistrup.

## Schriften
- Tidal observations in Danmarks Havn. In: Meddelelser om Grønland. Band 41, 1913, S. 427–455 (englisch, biodiversitylibrary.org).
- Teddy’s sidste Togt. Gads Forlag, Kopenhagen 1924 (dänisch).